# Somerville (Alabama)
Somerville è un comune degli Stati Uniti d'America situato nella contea di Morgan dello Stato dell'Alabama.